# Санта-Рита-ду-Сапукаи
Санта-Рита-ду-Сапукаи (порт. Santa Rita do Sapucaí) — муниципалитет в Бразилии, входит в штат Минас-Жерайс. Составная часть мезорегиона Юг и юго-запад штата Минас-Жерайс. Входит в экономико-статистический микрорегион Санта-Рита-ду-Сапукаи. Население составляет 34 920 человек на 2006 год. Занимает площадь 350,874 км². Плотность населения — 99,5 чел./км².

## История
Город основан 24 мая 1892 года.

## Статистика
- Валовой внутренний продукт на 2003 год составляет 314 575 401,00 реалов (данные: Бразильский институт географии и статистики).
- Валовой внутренний продукт на душу населения на 2003 год составляет 9462,62 реалов (данные: Бразильский институт географии и статистики).
- Индекс развития человеческого потенциала на 2000 год составляет 0,789 (данные: Программа развития ООН).

## География
Климат местности: горный тропический.